# Lambda Ursae Minoris
Lambda Ursae Minoris är en stjärna som ingår i stjärnbilden Lilla björnen. Den är av den skenbara ljusstyrkan +6,38, vilket gör att den inte går att se för blotta ögat. Dess Bayer-beteckning är tillagd i efterhand, på 1700-talet.
Lambda UMi är en röd jätte på ungefär 880 ljusårs avstånd. Den är en misstänkt dubbelstjärna där följeslagaren är av 14:e magnituden. Den är också en variabel stjärna av typen halvregelbunden, som varierar med en amplitud på 0,1 magnitud.